# 伊拉克利亞島

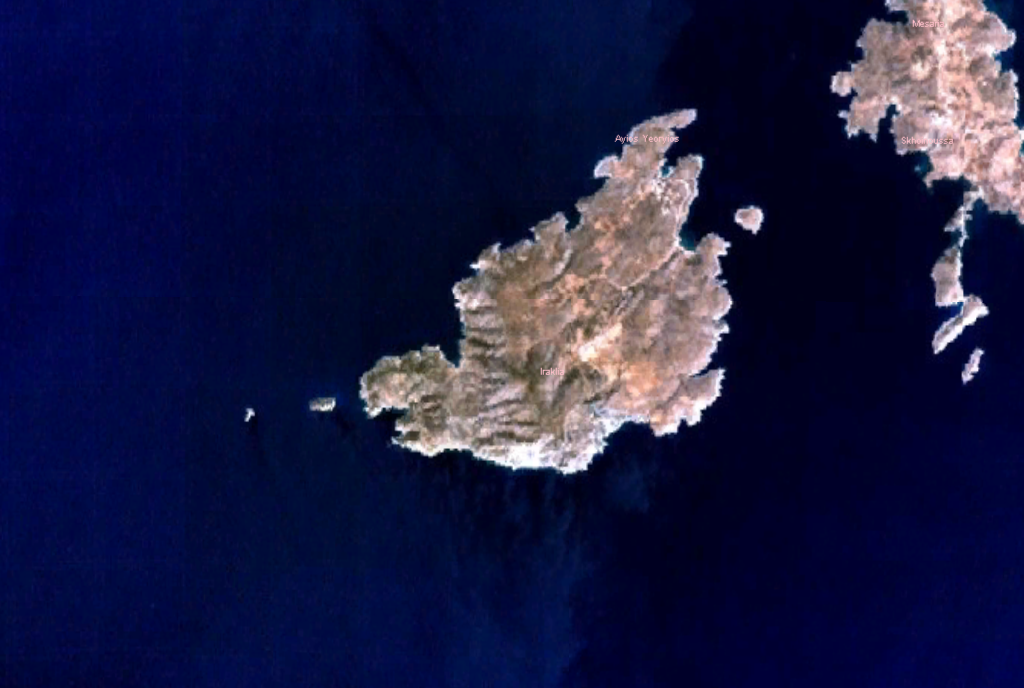

伊拉克利亞島（希臘語：Ηρακλειά）是希臘的島嶼，位於納克索斯島和伊奧斯島的愛琴海，由南愛琴大區負責管轄，屬於基克拉澤斯群島的一部分，長7公里、寬4公里，面積13.652平方公里，最高點海拔高度133米，2001年人口151。